# Gae Capitano
Gaetano Capitano, detto Gae (Torino, 25 luglio 1965), è un paroliere, compositore, arrangiatore e musicista italiano.
Gae Capitano ha conseguito il Diploma di Chitarra Classica ed è iscritto alla Società Italiana Autori ed Editori (SIAE) dal 1985, ricoprendo le due figure di Autore della parte letteraria e Compositore. La sua carriera musicale affonda le radici in un’esperienza di studio di registrazione e songwriting attraverso il G7 di Gualtiero Gatto, importante polo discografico e studio di registrazione torinese degli anni 90, dove ha lavorato al fianco dei maestri Roberto Puleo e Silvano Borgatta.
Oggi, una delle sue principali attività è la Scuola di Songwriting, attraverso workshop e masterclass che tiene in tutta Italia, sia dal vivo che online, grazie all'Accademia “Songwriting Academy”. (songwritingacademy.it).
Nel corso della sua carriera, Gae Capitano ha avuto l'opportunità di studiare e collaborare con maestri e professionisti di grande prestigio, tra cui Mogol, Tony Bungaro, Adrian Berwick, Diego Calvetti, Giampaolo Lillo Rosselli, Umberto Iervolino, Danilo Ballo, Fabio Gurian, Andrea Amati, Pasquale Maria Morgante, Dani Galenda, Daniel Bestonzo, Valeriano Chiaravalle, Michele Neri e Michele Monina. Ha scritto canzoni con Massimo Bizzarri, Maurizio Fabrizio, Max Gazzè, Saverio Grandi, Daniele Dall’Omo, Silvia Mezzanotte, Ilaria Porceddu,. Gennaro Scuotto, Dario Arianti, Angelo Valsiglio, Angelo Anastasio, Gerardina Trovato, Gatto Panceri e Francesco Gazzè.
L'esperienza sul campo come scrittore di canzoni ha recentemente portato Gae Capitano a far parte dei docenti del Rumore BIM Festival dedicato a Raffaella Carrà, (che ha avuto tra i partecipanti artisti quali Vito Bubolo, ballerino RAI e Olly vincitore del 75º Festival di Sanremo) dove ha collaborato come giudice e si è occupato delle Masterclass dedicate ai partecipanti, con alcuni dei più importanti autori italiani del momento, tra cui Cheope, Federica Abbate, Roberto Casalino, Giuseppe Anastasi, Rory Di Benedetto e Michele Torpedine.
Gae Capitano è uno degli autori più premiati in Italia, con innumerevoli riconoscimenti, tra cui spiccano: Disco d’Oro, Disco Multiplatino, Finalista Premio Tenco, Primo Classificato al Premio Lunezia, Finalista Premio De Andrè, Premio Inedito, Premio Mia Martini, Finalista ADM Award, Grammy della Canzone D’Autore, Passaporto per Sanremo, Area Sanremo,  Miglior Composizione al Festival Internazionale GreenNote, A Voice for Europe, Cantagiro, Primo classificato al Premio Panchina,  Premio della critica al Premio Lucio Dalla, Premio Sergio Endrigo, Finalista Tour Music Fest, vincitore dei Premi Huco, Usong, Voci dal Mare, Premio Mimì sarà, Festival delle Arti di Andrea Mingardi, Nomination Miglior Colonna Sonora al Music Short Film Festival, Secondo classificato al Super Contest di Saverio Grandi, a Los Angeles, e Finalista XFactor.
Per le sue attività di autore, Gae Capitano è stato ospite alla Camera dei Deputati, a Montecitorio, Roma, insieme a Ron e Stefano De Martino, patron del Premio Lunezia, e ha ricevuto la Medaglia d’Oro dal Presidente della Repubblica Giorgio Napolitano.
Nel corso della sua carriera, ha avuto il privilegio di essere premiato come miglior autore dal Maestro Maurizio Fabrizio, autore storico di brani quali "Almeno tu nell'universo" di Mia Martini, "I migliori anni della nostra vita" di Renato Zero, "Strano il mio destino" di Giorgia, "Brividi" di Rossana Casale, "Sempre" di Lisa, "Acquarello" di Toquinho “Un'emozione per sempre” di Eros Ramazzotti.
Recentemente, Gae Capitano ha firmato i brani per i vincitori di Sanremo New Talent, selezionati dal Maestro Vince Tempera, e collaborato al disco evento “Now the Time Has Come” dei The Trip, una band storica che nella formazione originale vantava musicisti quali Wegg Andersen, il tastierista Joe Vescovi, Billy Gray, collaboratore di Eric Clapton, e Ritchie Blackmore,  che nel 1968 entrò nei Deep Purple. Il disco è stato classificato tra i migliori dischi prog degli ultimi dieci anni in Giappone ed è stato inserito nella prestigiosa "Prog Rock Tokyo Collection n° 187", tra altri album di gruppi internazionali. "Il mio capitano", scritto con Pino Sinnone, batterista e oggi portavoce dei “The Trip”, è stato interpretato da Nico di Palo dei New Trolls, ed è stato scelto per il triplo album "Le Orme & Friends", pubblicato da Warner Music Italia. Questo cofanetto speciale, che comprende tre LP e un triplo CD, celebra la carriera dei Le Orme, uno dei gruppi prog più celebri al mondo.
Il lavoro di Gae Capitano come autore e arrangiatore è stato ampiamente recensito dai migliori critici musicali italiani, come Mario Luzzatto Fegiz, Ernesto Assante, Michele Monina, Michele Neri, Titti Cantone, Giuseppe Attardi, con articoli pubblicati su Corriere della Sera, Vinile, Repubblica, Vanity Fair, Linkiesta, Il Fatto Quotidiano. La Stampa, La Nazione, Io Donna, Segnali Sonori, Torino Magazine, Ritratti di Note, Resto del Carlino, La Sicilia.
È stato anche menzionato sulla stampa nazionale e internazionale grazie alla sua partecipazione – come unico autore esterno - al pluripremiato disco “Il padrone della festa”,  dei cantautori romani Niccolò Fabi, Daniele Silvestri e Max Gazzè, per cui ha scritto “Il Dio delle piccole cose” (con Max e Francesco Gazzè), uno dei brani più amati da pubblico e critica, finalista premio Tenco. Questo disco, pubblicato da Sony, Columbia e Universal, è considerato tra i più importanti album cantautoriali degli ultimi venti anni e nel Luglio 2024 ha celebrato il decennale dalla sua pubblicazione con una festa al Circo Massimo di Roma, davanti a oltre 50.000 persone.
Gae Capitano, dopo anni di collaborazioni come freelance ed esperto di canzoni, giudice e esaminatore per concorsi nazionali (tra cui le valutazioni dei testi del Festival di Sanremo per Sanremo News), fa parte della redazione di Zetatielle Magazine, dove cura la rubrica Masterclass. In questa rubrica, ha ospitato le storie e le interviste di artisti del calibro di Massimiliano Pani, Silvia Mezzanotte, Carlo Marrale, Mariella Nava, Daniela Poggi, Maurizio Fabrizio, Emanuele Dabbono, Nazzareno Nazziconi, Emilio Munda, Danilo Amerio, Massimiliano Rosati, Stefano De Martino, Marta Ferradini, Roberta Di Mario, Lighea, Lina Savonà, Roberta Di Lorenzo, Paolo Amati, Giovanna D'Angi, Bianco, Luigi Mariano, Giorgia Bazzanti, Michele Monina, e molti altri artisti prestigiosi del panorama italiano.
Il suo ultimo intervento sul Festival di Sanremo 2025 ha raggiunto grande notorietà mediatica ed è stato uno dei più letti dell’edizione grazie all'inedito formato “Le pagelle del Dottor Jakyll e di Mr. Hyde”, (“Analisi tecniche e pensieri affilati sulla 75ª edizione del Festival di Sanremo”, “Le pagelle senza censura di Zetatielle Magazine”). Un approccio che ha suscitato interesse grazie alla sua capacità di esprimere pareri tecnici e verità scomode sui brani della kermesse canora di Carlo Conti.

## Premi e riconoscimenti
- Valutazione di “Ottimo” dal CET di Mogol[5] rilasciata da Giulio Rapetti (Mogol) e i docenti del Centro Europeo di Toscolano, tra cui Francesco Barbera, Amadea, Giuseppe Anastasi.

- Premio miglior composizione al Festival Internazionale Verdinote.

- Medaglia del Presidente della Repubblica Giorgio Napolitano come finalista del Premio Huco alla Casa delle Culture di Roma.

- Vincitore del Premio Lunezia Autori. Nell'edizione premiati sul palco del Premio: Giorgia, Nomadi, Zucchero, Niccolò Fabi, Annalisa, Marco Masini, Enzo e Paolo Jannacci, Arisa, Patty Pravo, Subsonica, Antonello Venditti.[6].

- Finalista del "Award Autori", organizzato da "Anno Domini Multifestival", con Mariella Nava, Rossana Casale, Antonella Ruggiero.

- Scelto dal Maestro Maurizio Fabrizio come miglior Autore di Testi per la selezione curata dai discografici Adrian Berwick e Diego Calvetti.

- Finalista del Premio De Andrè a Roma. Nell'edizione "Premio alla carriera" a Fiorella Mannoia.[7].

- Menzione speciale per il Miglior testo Letterario al Premio Rai Sergio Endrigo.

- Segnalazione del brano Tabula Rasa (Porceddu, Gazzè, Capitano), interpretato da Ilaria Porceddu e contenuto nell'album "Di questo parlo io", da parte dei critici musicali Mario Luzzatto Fegiz ("Corriere della sera", voto 7,5) e Michele Monina ("Linkiesta" e il "Fatto Quotidiano").[8]

- Il singolo "L'uomo senza storia" - scritto con Alex D'Herin e inserito nell'album dell'artista "Le stagioni che saprai aspettare"- viene prodotto dalla casa di Moda Internazionale Frangiluna. Le riprese del video vengono girate tra le Isole Eolie e il Castello di Saffarone di Torino.

- Nomination Miglior Colonna Sonora al "Music Short Film Festival" - per i brani "Solaris" e "La Nona Eclissi" in collaborazione con Esdra film.

- Opinionista per Sanremo News sui testi del Festival di Sanremo nelle edizioni 2015,2016,2017,2018. (Nel team Matia Bazar, Mariella Nava, Gatto Panceri, Andrea Mingardi, Tony Maiello, Le Diva, Tullio De Piscopo, Beppe Dettori).

- Secondo classificato come compositore nel Super Contest indetto da Saverio Grandi (autore di Vasco Rossi, Eros Ramazzotti, Laura Pausini, Fiorella Mannoia, Stadio, Alessandra Amoroso, Marco Mengoni & ...) a Los Angeles, per il canale “The Songwriter’s Channel”.[9].

- Finalista "Premio Inedito", sezione Testi Canzone.

- Riceve il Premio delle Arti da Andrea Mingardi per l'inedito "Sfida al Tempo", interpretato da Claudio Caggiari.
- Finalista a XFACTOR Albania con Il brano "L'altra parte di me" scritto per Manuel Moscati.

- Nuovo importante riconoscimento per il brano ''Tabula rasa'' intrepretato da Ilaria Porceddu. Il critico musicale, scrittore e autore televisivo italiano Michele Neri  - direttore della storica rivista musicale ''Vinile'' - definisce la canzone: " Il brano più sensuale mai ascoltato, una costruzione letteraria praticamente perfetta, un capolavoro." Tabula rasa ZTL magazine  Su sua segnalazione il brano viene inserito nell'Aprile 2021 nel progetto "Benvenute" curato da ''Chiara Raggi''- direttrice di "Musica di Seta". Il cd contiene una selezione di 12 pregiate cantautrici italiane che si confrontano sulle tematiche dell'universo femminile: Flo, Francesca Incudine, Paola Rossato, Ilaria Pilar Patassini, Sarah Stride, Giulia Pratelli, Eleonora Betti, Ilaria Porceddu, Giorgia Bazzanti, Marlò, Katres e Veronica Marchi Copertina Vinile Aprile 2021

- "Pioggia D'aprile" è il brano inedito scritto con il compositore Paolo Paolini per Benedetta Torrini, vincitrice di Sanremo New Talent 2021. Madrina della manifestazione canora Maria Teresa Ruta.

- Primo classificato al Premio Letterario Panchina, in collaborazione con "Il Resto del Carlino"[10] di Bologna. "Nina la leggenda della Ballerina" si aggiudica il Premio Miglior testo letterario, su una musica composta dal M° Daniele Dall'Omo storico chitarrista di Paolo Conte. Il testo vincente viene pubblicato su una pagina del Resto del Carlino versione cartacea distribuzione nazionale.

- È autore del testo “Origami” di Agnese Galassi, selezionata dal maestro Vince Tempera come vincitrice di Sanremo New talent 2022. Prodotto da Paolo Paltrinieri (Ceo e produttore, Andrea Moricone, Il volo) il brano e il videoclip sono prodotti da Fonoplay. L’arrangiamento è curato dal Groove Studio di Paolo Paolini.

- Collabora al secondo album omonimo della cantautrice siciliana “Adriana Spuria”. il disco è segnalato dai critici musicali Giuseppe Attardi (Segnali Sonori) e Titti Cantone (La Sicilia). Segnalazione da parte della rivista Vinile di Aprile 2023: “[…] Disco intenso scritto con la complicità di Gae Capitano, autore e arrangiatore raffinato […]“ firmata dal direttore Michele Neri.

- Nel 2023 collabora ai testi del nuovo Album dei The Trip “Now the time as come” curato da Pino Sinnone, storico batterista della band.  I “The Trip”, gruppo musicale anglo italiano formatosi a Londra negli anni sessanta, è una delle formazioni legate alla storia del rock progressivo in Italia. La formazione vanta musicisti quali Wegg Andersen, il tastierista Joe Vescovi, Billy Gray, collaboratore di Eric Clapton e Ritchie Blackmore che nel 1968 entrerà nei Deep Purple. Gae Capitano firma “Fragile Mimì” dedicato a Mia Martini, testo nato dalla esperienza diretta di Joe Vescovi, tastierista della band, che è stato pubblicamente uno dei primi compagni famosi dell’interprete scomparsa. Il nuovo album dei Trip "Now The Time Has Come" in Giappone viene classificato tra i migliori dischi prog negli ultimi 10 anni e inserito inserito nella prestigiosa " Prog Rock Tokyo Collection num° 187, tra altri album di gruppi internazionali.

- Il secondo brano firmato da Gae Capitano per “Now the time as come” dei The Trip  - "Il mio capitano", scritto con Maurizio Seren Rosso, Pino Sinnone e arrangiato da Max Botto - viene eccezionalmente interpretato da Nico di Palo dei New Trolls e scelto per il Triplo Album "Le Orme & Friends" , pubblicato dalla Warner Music Italia. Il cofanetto speciale, un box di tre LP e un triplo CD, celebra la carriera de "Le Orme", uno dei più famosi gruppi prog al mondo.
- Scrive per la giovane artista Claudia Vermigli, in arte Discor.dya, il brano "Il Bacio del Joker", che partecipa alle selezioni di Sanremo Giovani per essere poi scelto tra ventimila candidature in tutta Europa per la finale del TourMusicFest, sul palco di San Marino. Il brano, arrangiato dal producer Dani Galenda (Original soundtrack for "The Kardashians" on Disney+ & Hulu, Disco d'oro per Ascanio, Amici 18° edizione, producer di Ascanio - Margot , Adryano, Alegria, J-Ax, Tifo Italia, Columbia.Sony) riceve la segnalazione della giuria per la qualità del testo e l'interpretazione della cantante.
- Il brano "Come la Neve al cuore", arrangiato dal maestro Fabrizio Ronco, firmato da Gae Capitano e Federica Gili vince il Premio Cantautori al Premio Lucio Dalla. Federica Gili, vocal coach, poetessa, scrittrice, specializzata in vocologia artistica e improvvisazione teatrale, direttrice del centro di discipline artistiche e musicali Art'Es è anche la vincitrice della terza edizione del talent "The Coach", il programma trasmesso da Italia 7 Gold.
- Nel 2024 partecipa, in qualità di arrangiatore, al prestigioso progetto "Rossa come le Streghe" firmato dalla cantautrice Giorgia Bazzanti e dal famoso critico musicale, scrittore e autore tv, Michele Monina.  Il brano esce in coproduzione con il G StudioLab, di cui la cantautrice è fondatrice e direttrice, e segna un punto di svolta nella prestigiosa carriera della performer Umbra, già collaboratrice di Guido Guglielminetti (capo orchestra e storico bassista di Francesco De Gregori) e vincitrice di innumerevoli riconoscimenti nel mondo della musica. La canzone manifesto del progetto "Rossa come le streghe" riceve immediati consensi da stampa e critica musicale per la qualità della produzione, che vanta un inusuale incipit recitativo interpretato e scritto da Monina ( "Un maestro delle parole che ha firmato le biografie di Vasco Rossi, Lady Gaga, Jovanotti, Laura Pausini, Lucio Dalla, Roberto Saviano"), l'arrangiamento di Gae Capitano (" Uno degli autori musicali italiani più stimati e premiati, arrangiatore, compositore, produttore") e una superba interpretazione e scrittura autorale di Giorgia Bazzanti, che con la sua canzone manifesto "Prende le distanze da convenzioni e luoghi comuni, affermando un’identità oltre stereotipi e pregiudizi, con uno sguardo al passato e una visione lucida su temi attuali. Tra atmosfere magiche, misteriose e altrettanto chiare e definite, simboleggia la donna-strega che diviene un simbolo moderno e contemporaneo di emancipazione" ( Font Perugia Today).
- Marzo 2024. Ospite relatore - con il critico musicale Vito Vita e il giornalista Maurizio Gelatti - della presentazione ufficiale del "Circolo degli Artisti", il progetto diretto da Luigi Antinucci per valorizzare la realtà di una scuola cantautorale piemontese (Paolo Conte, Luigi Einaudi, Fred Buscaglione, Gian Maria Testa, Gipo Farassino, Umberto Tozzi, Eiffell 65, Subsonica) che venga riconosciuta al pari di quelle più famose romane, (Fabi, Venditti, De Gregori) o genovesi (Fossati, Bindi, De Andre', Tenco, Paoli).
- Giugno 2024. Canzone Prima Classificata al Premio "Una voce per il Mare" interpretata da Discor.Dya.
- Luglio 2024. "Una festa di oltre 50.000 persone al Circo Massimo di Roma per festeggiare il decennale della pubblicazione di uno dei dischi cantautorali più belli degli ultimi decenni "Il Padrone della festa" (Clumbia- Sony- Universal) di Fabi Silvestri Gazzè", ristampato per l'occasione nelle versioni vinili colorati green oro e black. "Un disco che toccava anche, prima che diventassero di moda, temi fondamentali come la difesa dell'ambiente, ricco di canzoni simbolo, da "L'amore non esiste"  a "Il dio delle piccole cose", che il trio di cantautori ripercorrerà dieci anni dopo con un concerto evento al Circo Massimo il 6 luglio 2024". (fonte Ansa,it)
- Arrangia l'ultimo singolo della cantautrice siciliana Adriana Spuria, intervenendo con un sound retrò di tastiere anni 90, e consolidando la storica collaborazione con questa preziosa songwriter italiana. Un brano dance vintage realizzato con una band di musicisti quali Corrado Salemi alle chitarre, Biagio Martello al basso e Giovanni Mauceri alla batteria. Scrive e produce Adriana Spuria per La Fabrika con il mix di Antonio Polidoro e il mastering di Claudio Giussani (Energy Studio Milano). "Anche nei sintetizzatori - magistralmente suonati da Gae Capitano- un chiaro riferimento agli anni d'oro della dance, del funk, e del pop elettronico da ballare" ( Fonte "La Sicilia", Spettacolo, 11 giugno 2024)
- Attualmente critico musicale per Zetatielle Magazine (Zetatielle.com). Cura la rubrica di recensione musicale specialistica "Masterclass". Ha ospitato nel corso dei suoi articoli e interviste delle passate stagioni artisti del calibro di Massimiliano Pani (Produttore di Mina), Maurizio Fabrizio (storico autore di Mia Martini, Renato Zero, Eros Ramazzotti, Giorgia), Silvia Mezzanotte e Carlo Marrale (Matia Bazar), Max Rosati (Fiorella Mannoia), Nazzareno Nazziconi (Patron Rumore BIM Festival), e interpreti quali Marta Ferradini, Lighea, Lina Savonà, Roberta Di Lorenzo, Paolo Amati, Giovanna D'Angi.